# Amici (programma televisivo)
Amici è stato un programma televisivo italiano di genere talk show, andato in onda su Canale 5 dal 1992 al 1996 e poi su Italia 1 nelle stagioni 1996-1997 e 2000-2001.
È stato condotto da Lella Costa nella sua prima edizione e da Maria De Filippi in quelle successive.

## Storia
La prima edizione, in onda dall’11 gennaio al 27 giugno 1992, vede come moderatrice Lella Costa, nella sua unica esperienza come conduttrice televisiva. Il 26 settembre dello stesso anno, dopo l'abbandono della Costa, alla conduzione subentra Maria De Filippi, già nel cast del programma come collaboratrice ai testi, all'epoca conosciuta solo in quanto compagna di Maurizio Costanzo e all'esordio come presentatrice televisiva, la quale nel 1993 traghetta il programma anche in una versione serale intitolata Amici di sera. A partire dalla terza edizione la De Filippi divenne anche autrice del programma insieme ad Alberto Silvestri.
Il programma pomeridiano andava in onda su Canale 5 nella fascia post-prandiale del sabato, mentre la versione serale andava in onda di mercoledì sulla stessa rete.
Sia il programma pomeridiano che la versione in prima serata vinsero il Telegatto nella categoria Intrattenimento con ospiti.
Nella stagione televisiva 1996-1997 il programma pomeridiano viene spostato su Italia 1 e mandato in onda sempre nel primo pomeriggio del sabato, mentre l'edizione serale rimane su Canale 5, sempre di mercoledì; questa è l'ultima annata del programma in entrambe le versioni.
Ispirandosi alla trasmissione, la De Filippi pubblica anche due libri: Amici - Dialoghi con gli adolescenti (1996) e Amici di sera - Gli adolescenti e la famiglia (1997), editi dalla Mondadori prima nella collana "Ingrandimenti" e poi con gli "Oscar Bestsellers".
La trasmissione di Amici viene interrotta dopo il 6 giugno 1997 (l'ultima puntata della versione serale era andata in onda nel maggio precedente), a detta della stessa conduttrice per via delle pressioni sempre più insopportabili da parte di alcune associazioni cattoliche, convinte che le due trasmissioni dessero un'idea sbagliata dei giovani e della famiglia.
A tre anni di distanza, sabato 7 ottobre 2000, parte una nuova stagione del programma, in onda su Italia 1 sempre nel primo pomeriggio del sabato. Quest'edizione, che non riesce a ottenere lo stesso successo avuto dal programma in precedenza, si conclude, dopo trenta puntate, il 23 giugno 2001.
Il 30 giugno dello stesso anno va in onda una puntata speciale in cui sono ospiti i ragazzi della prima edizione del Grande Fratello e alcuni tra i vecchi ragazzi del pubblico di Amici (alcuni di questi ragazzi in seguito entreranno a far parte della squadra degli autori che realizzano i programmi della De Filippi).
Dal 7 gennaio 2003 in poi Maria De Filippi riutilizza il marchio Amici per un altro suo programma, Saranno famosi, del quale si è reso necessario cambiare nome a causa di alcuni problemi di copyright con l'omonimo telefilm statunitense degli anni '80; anche se hanno lo stesso nome e la stessa conduttrice-autrice-produttrice, sono due trasmissioni distinte l'una dall'altra. La De Filippi ha dichiarato di aver scelto di ribattezzare il talent show con il titolo del suo primo programma perché molto affezionata a tale marchio.

## Caratteristiche
Il programma si proponeva di trattare temi e problematiche giovanili esaminati, invece che dal punto di vista degli adulti, da quello dei ragazzi stessi; ogni settimana venivano ospitati dei ragazzi che raccontavano la propria storia o situazione, che poteva toccare temi sia leggeri sia più impegnativi: i problemi a scuola e in famiglia, le prime esperienze nel mondo del lavoro, i rapporti amicali, storie d'amore, le prime esperienze sessuali, l’omosessualità, la vita in quartieri difficili, la tossicodipendenza. Tutto veniva commentato da un pubblico composto esclusivamente da ragazzi (alcuni presenze fisse, altri cambiati di puntata in puntata) che interagivano e si confrontavano con gli ospiti. La conduttrice aveva la funzione di "moderatrice" del dibattito tra ospiti e pubblico.
Amici di sera era, a differenza della striscia pomeridiana, incentrato su storie e tematiche riguardanti l'ambito della famiglia: separazioni dei genitori, conflitti tra genitori e figli, problematiche delle famiglie allargate, gravidanze precoci, tensioni per amicizie o amori giudicati sbagliati e altre ancora.

## Riconoscimenti
- 1995 - Telegatto come miglior trasmissione d'intrattenimento con ospiti (per Amici)
- 1996 - Telegatto come miglior trasmissione d'intrattenimento con ospiti (per Amici di sera)